# Pretty Ugly People
Pretty Ugly People è un film statunitense del 2008 diretto e scritto da Tate Taylor.